# Aphorismen (Corpus Hippocraticum)
Die Aphorismen (griechisch Ἀφορισμοί, Aphorismoí), lateinisch später auch Sententiae genannt, sind eine Textsammlung innerhalb des Corpus Hippocraticum. Sie gehören zu den weitestverbreiteten Teilen der hippokratischen Schriften, d. h. sie sind seit der Antike oft kommentiert und herausgegeben worden. 

## Inhalt
In sieben Kapiteln (bzw. Büchern), die der koischen Ärzteschule zugerechnet werden, sind 422 kurze Aussagen über unterschiedlichste medizinische Gebiete und Themen (so über Nosologie, Therapie, Physiologie und Gynäkologie) überliefert. Die bekannteste Sentenz der Aphorismen ist Vita brevis, ars longa („Die Kunst ist lang, das Leben kurz“), wie sie etwa in Goethes Faust (Der Tragödie erster Theil, 558 f.) vom Famulus Wagner zitiert wird („Ach Gott! die Kunst ist lang; Und kurz ist unser Leben“).

## Nachwirkung
Die Aphorismen sind literaturgeschichtlich namensgebend für die Tradition der Aphorismen als literarische Gattung. Dominierende Themen der Schrift sind therapeutische und prognostische, auf die Einschätzung des Krankheitsverlaufs bezogene Themen.

## Übersetzung
Erste im Mittelalter verbreitete Übersetzungen ins Lateinische stammen von Constantinus Africanus (eine an den Universitäten benutzte frühmittelalterliche Übersetzung aus dem Arabischen) und von Burgundio oder Niccoló (eine direkte Übersetzung aus dem Griechischen). Eine 1490 fertiggestellte Übersetzung durch Poliziano hatte dieser nicht drucken lassen.